# Ono Keisuke (1998)
Keisuke Ono (sinh ngày 30 tháng 7 năm 1998) là một cầu thủ bóng đá người Nhật Bản.

## Sự nghiệp câu lạc bộ
Keisuke Ono đã từng chơi cho Blaublitz Akita.